# Bombecker Aa
Bombecker Aa este o arie protejată (arie specială de conservare — SAC, sit de importanță comunitară — SCI) din Germania întinsă pe o suprafață de 149,02 ha, integral pe uscat.

## Localizare
Centrul sitului Bombecker Aa este situat la coordonatele 51°59′26″N 7°20′49″E / 51.9906°N 7.3469°E.

## Înființare
Situl Bombecker Aa a fost declarat sit de importanță comunitară în august 1999 pentru a proteja un număr necunoscut de specii din flora spontană și fauna sălbatică aflate în arealul zonei. Situl a fost protejat și ca arie specială de conservare în februarie 2013.

## Biodiversitate
Situată în ecoregiunea atlantică, aria protejată conține 3 habitate naturale: Cursuri de apă de la nivel de câmpie la nivel montan, cu vegetație Ranunculion fluitantis și Callitricho-Batrachion, Păduri de fag Asperulo-Fagetum, Păduri aluvionare cu Alnus glutinosa și Fraxinus excelsior (Alno-Padion, Alnion incanae, Salicion albae).
La baza desemnării sitului se află un număr nedeclarat de specii protejate: